# Luigi di Lorena (1500-1528)
Luigi di Lorena (Bar-le-Duc, 27 aprile 1500 – Napoli, 23 agosto 1528) è stato un vescovo cattolico e militare francese.
Ebbe il titolo nobiliare di conte di Vaudémont.

## Biografia
Era il settimo figlio maschio del duca Renato II di Lorena e della seconda moglie Filippina di Gheldria.
Avendo i duchi di Lorena diritti successori sul trono di Napoli in quanto eredi degli Angioini, nel 1493 suo padre Renato accettò tale eredità. Tuttavia avendo anche Carlo VIII di Francia la stessa ambizione, i Lorena preferirono non inimicarsi il re.
Alla morte di Renato nel 1508, il ducato di Lorena passò al fratello maggiore di Luigi Antonio. Questi, per rimarcare il legame di parentela della famiglia Lorena con i re di Napoli, si fregiò del titolo di "duca di Calabria".
Luigi, essendo figlio cadetto, venne dapprima destinato ad intraprendere la carriera ecclesiastica. Nel 1508 divenne vescovo di Verdun e nel 1512 abate di Saint-Mihiel. Nel 1520 fu presente al Campo del Drappo d'Oro.
Nel 1522 abbandonò però la veste talare e prese il titolo di conte di Vaudemont. Iniziò così la carriera militare: nel 1524 si unì all'esercito guidato direttamente dal re Francesco I e partecipò alla Battaglia di Pavia.
Con lo scoppio della guerra della Lega di Cognac, Luigi fu inviato in Italia a combattere sotto il comando di Odet de Foix, venendo investito da papa Clemente VII del titolo di re di Napoli e Sicilia. Salerno cadde in mano agli invasori il 17 marzo 1527, l'assedio di Napoli da parte dell'esercito francese venne prolungato, ma senza successo. Quando scoppiò la peste nell'accampamento francese, sia de Foix che Luigi di Lorena si ammalarono e morirono.

## Ascendenza
|                          |                   |                         | Genitori                  |  |  | Nonni |  |  | Bisnonni             |  |  | Trisnonni               |  |
|                          |                   |                         |                           |  |  |       |  |  | Antonio di Vaudémont |  |  | Federico I di Vaudémont |  |
|                          |                   |                         |                           |  |  |       |  |  | Antonio di Vaudémont |  |  | Federico I di Vaudémont |  |
|                          |                   | Margherita di Joinville |                           |  |  |       |  |  | Antonio di Vaudémont |  |  |                         |  |
| Federico II di Vaudémont |                   |                         |                           |  |  |       |  |  | Antonio di Vaudémont |  |  |                         |  |
|                          |                   | Maria d'Harcourt        | Giovanni VII d'Harcourt   |  |  |       |  |  |                      |  |  |                         |  |
|                          |                   | Maria d'Harcourt        | Giovanni VII d'Harcourt   |  |  |       |  |  |                      |  |  |                         |  |
|                          |                   | Maria d'Harcourt        | Maria d'Alençon           |  |  |       |  |  |                      |  |  |                         |  |
| Renato II di Lorena      |                   | Maria d'Harcourt        |                           |  |  |       |  |  |                      |  |  |                         |  |
|                          |                   | Renato d'Angiò          | Luigi II d'Angiò          |  |  |       |  |  |                      |  |  |                         |  |
|                          |                   | Renato d'Angiò          | Luigi II d'Angiò          |  |  |       |  |  |                      |  |  |                         |  |
|                          |                   | Renato d'Angiò          | Iolanda di Aragona        |  |  |       |  |  |                      |  |  |                         |  |
| Iolanda d'Angiò          |                   | Renato d'Angiò          |                           |  |  |       |  |  |                      |  |  |                         |  |
|                          |                   | Isabella di Lorena      | Carlo II di Lorena        |  |  |       |  |  |                      |  |  |                         |  |
|                          |                   | Isabella di Lorena      | Carlo II di Lorena        |  |  |       |  |  |                      |  |  |                         |  |
|                          |                   | Isabella di Lorena      | Margherita del Palatinato |  |  |       |  |  |                      |  |  |                         |  |
| Luigi di Lorena          |                   | Isabella di Lorena      |                           |  |  |       |  |  |                      |  |  |                         |  |
|                          | Arnoldo di Egmond | Giovanni II di Egmond   |                           |  |  |       |  |  |                      |  |  |                         |  |
|                          | Arnoldo di Egmond | Giovanni II di Egmond   |                           |  |  |       |  |  |                      |  |  |                         |  |
|                          | Arnoldo di Egmond | Maria van Arkel         |                           |  |  |       |  |  |                      |  |  |                         |  |
| Adolfo di Egmond         | Arnoldo di Egmond |                         |                           |  |  |       |  |  |                      |  |  |                         |  |
|                          |                   | Caterina di Clèves      | Adolfo I di Clèves        |  |  |       |  |  |                      |  |  |                         |  |
|                          |                   | Caterina di Clèves      | Adolfo I di Clèves        |  |  |       |  |  |                      |  |  |                         |  |
|                          |                   | Caterina di Clèves      | Maria di Borgogna         |  |  |       |  |  |                      |  |  |                         |  |
| Filippina di Gheldria    |                   | Caterina di Clèves      |                           |  |  |       |  |  |                      |  |  |                         |  |
|                          |                   | Carlo I di Borbone      | Giovanni I di Borbone     |  |  |       |  |  |                      |  |  |                         |  |
|                          |                   | Carlo I di Borbone      | Giovanni I di Borbone     |  |  |       |  |  |                      |  |  |                         |  |
|                          |                   | Carlo I di Borbone      | Maria di Berry            |  |  |       |  |  |                      |  |  |                         |  |
| Caterina di Borbone      |                   | Carlo I di Borbone      |                           |  |  |       |  |  |                      |  |  |                         |  |
|                          |                   | Agnese di Borgogna      | Giovanni di Borgogna      |  |  |       |  |  |                      |  |  |                         |  |
|                          |                   | Agnese di Borgogna      | Giovanni di Borgogna      |  |  |       |  |  |                      |  |  |                         |  |
|                          |                   | Agnese di Borgogna      | Margherita di Baviera     |  |  |       |  |  |                      |  |  |                         |  |
|                          |                   | Agnese di Borgogna      |                           |  |  |       |  |  |                      |  |  |                         |  |